# 남자니까 아시잖아요?
"남자니까 아시잖아요?"(Hey, Man~)는 한국에서 제작된 류승완 감독의 2005년 드라마, 액션 영화이다. 김수현 등이 주연으로 출연하였다.

## 출연

### 주연
- 김수현
- 안길강
- 이정헌
- 권재환
- 온주완

### 조연
- 정두홍
- 유상섭
- 백동현

## 기타
- Line PD: 국수란
- 프로듀서: 한재덕
- 제작부장: 박대희
- 제작부: 김문환
- 제작부: 최태영
- 제작부: 이근우
- 제작관리부문: 박만기
- 촬영부: 이영훈
- 촬영부: 김영민
- 촬영부: 신현철
- 촬영부: 김재완
- 조명: 정성철
- 조명부: 추인식
- 조명부: 장서희
- 조명부: 김동범
- 조명부: 정재우
- 조명부: 정일민
- 조명부: 김민섭
- 조연출: 이정훈
- 연출부: 유선우
- 연출부: 이익성
- 연출부: 한동욱
- 연출부: 송종훈
- 스크립터: 고경민
- 동시녹음: 정군
- 붐오퍼레이터: 정인호
- 붐오퍼레이터: 이호봉
- 붐어시스턴트: 김정숙
- 미술: 박일현
- 미술팀: 최형욱
- 미술팀: 김복영
- 소품팀: 이목원
- 소품팀: 이재성
- 분장-헤어: 주은정
- 분장팀: 이연서
- 분장팀: 김은미
- 무술연출: 정두홍
- 현상부문: 이현희
- 현상부문: 김성근
- 현상부문: 서충환
- 현상부문: 이용기
- 매니저부문: 김용일
- 매니저부문: 권오진
- 매니저부문: 문지웅
- 매니저부문: 황재근
- 배역: 김영일
- 배역: 김영일
- 보험: 윤경보